# 黑斑鬍鯰
黑斑鬍鯰，為輻鰭魚綱鯰形目塘虱魚科的其中一種，分布於非洲安哥拉淡水流域，棲息在底層水域。

## 扩展阅读
維基物種上的相關：黑斑鬍鯰